# New York Open 2020
New York Open 2020 byl tenisový turnaj pořádaný jako součást mužského okruhu ATP Tour, který se odehrával na tvrdém povrchu arény Nassau Veterans Memorial Coliseum. Konal se mezi 10. až 16. února 2020 v americkém městě Uniondale, ležícím ve státě New York, jako třetí ročník turnaje.
Turnaj s rozpočtem 804 180 dolarů patřil do kategorie ATP Tour 250. Nejvýše nasazeným hráčem ve dvouhře se opět stal osmnáctý hráč světa John Isner ze Spojených států, který po volném losu prohrál ve druhém kole s Australanem Jordanem Thompsonem. Jako poslední přímý účastník do hlavní singlové soutěže nastoupil 104. hráč žebříčku, Švýcar Henri Laaksonen.
Druhý singlový titul na okruhu ATP Tour vybojoval 25letý Brit Kyle Edmund. Čtyřhru ovládl britsko-pákistánský pár Dominic Inglot a Ajsám Kúreší, jehož členové získali první společnou trofej.

## Rozdělení bodů a finančních odměn

### Rozdělení bodů
| Soutěž  | vítězové | finalisté | semifinalisté | čtvrtfinalisté | 16 v kole | 32 v kole | Q  | Q2 | Q1 |
| ------- | -------- | --------- | ------------- | -------------- | --------- | --------- | -- | -- | -- |
| dvouhra | 250      | 150       | 90            | 45             | 20        | 0         | 12 | 6  | 0  |
| čtyřhra | 250      | 150       | 90            | 45             | 0         | —         | —  | —  | —  |

### Finanční odměny
| Soutěž                              | vítězové  | finalisté | semifinalisté | čtvrtfinalisté | 16 v kole | 32 v kole | Q2      | Q1      |
| ----------------------------------- | --------- | --------- | ------------- | -------------- | --------- | --------- | ------- | ------- |
| dvouhra                             | 120 635 $ | 66 770 $  | 37 590 $      | 21 390 $       | 12 275 $  | 7 175 $   | 3 505 $ | 1 825 $ |
| čtyřhra                             | 40 690 $  | 20 860 $  | 11 300 $      | 6 470 $        | 3 780 $   | —         | —       | —       |
| částka ve čtyřhře je uvedena na pár |           |           |               |                |           |           |         |         |

## Mužská dvouhra

### Nasazení
| Stát                          | Hráč              | ATP | Nasazení |
| ----------------------------- | ----------------- | --- | -------- |
| USA                           | John Isner        | 18. | 1.       |
| Kanada                        | Milos Raonic      | 32. | 2.       |
| USA                           | Reilly Opelka     | 38. | 3.       |
| Francie                       | Ugo Humbert       | 43. | 4.       |
| USA                           | Tennys Sandgren   | 56. | 5.       |
| Srbsko                        | Miomir Kecmanović | 57. | 6.       |
| Spojené království            | Cameron Norrie    | 61. | 7.       |
| Spojené království            | Kyle Edmund       | 64. | 8.       |
| Žebříček ATP ke 3. únoru 2020 |                   |     |          |

### Jiné formy účasti
Následující hráči obdrželi divokou kartu do hlavní soutěže:
- Brayden Schnur
- Brian Shi
- Jack Sock

Následující hráči postoupili z kvalifikace:
- Jason Jung
- Paolo Lorenzi
- Danilo Petrović
- Go Soeda

### Odhlášení
před začátkem turnaje
- Nick Kyrgios → nahradil jej  Marcos Giron
- Kei Nišikori → nahradil jej  Damir Džumhur
- Sam Querrey → nahradil jej  Dominik Koepfer

## Mužská čtyřhra

### Nasazení
| Stát                                                                                   | Hráč              | Stát               | Hráč           | ATP | Nasazení |
| -------------------------------------------------------------------------------------- | ----------------- | ------------------ | -------------- | --- | -------- |
| USA                                                                                    | Austin Krajicek   | Chorvatsko         | Franko Škugor  | 76. | 1.       |
| Mexiko                                                                                 | Santiago González | Spojené království | Ken Skupski    | 83. | 2.       |
| Nový Zéland                                                                            | Marcus Daniell    | Rakousko           | Philipp Oswald | 87. | 3.       |
| Spojené království                                                                     | Luke Bambridge    | Japonsko           | Ben McLachlan  | 90. | 4.       |
| Žebříček ATP ke 3. únoru 2020; číslo je součtem žebříčkového postavení obou členů páru |                   |                    |                |     |          |

### Jiné formy účasti
Následující páry obdržely divokou kartu do hlavní soutěže:
- John Isner /  Tommy Paul
- Shawn Jackson /  Ostap Kovalenko

## Přehled finále

### Mužská dvouhra
- Kyle Edmund vs.  Andreas Seppi, 7–5, 6–1

### Mužská čtyřhra
- Dominic Inglot /  Ajsám Kúreší vs.  Steve Johnson /  Reilly Opelka, 7–6(7–5), 7–6(8–6)